# Käthe Lenz

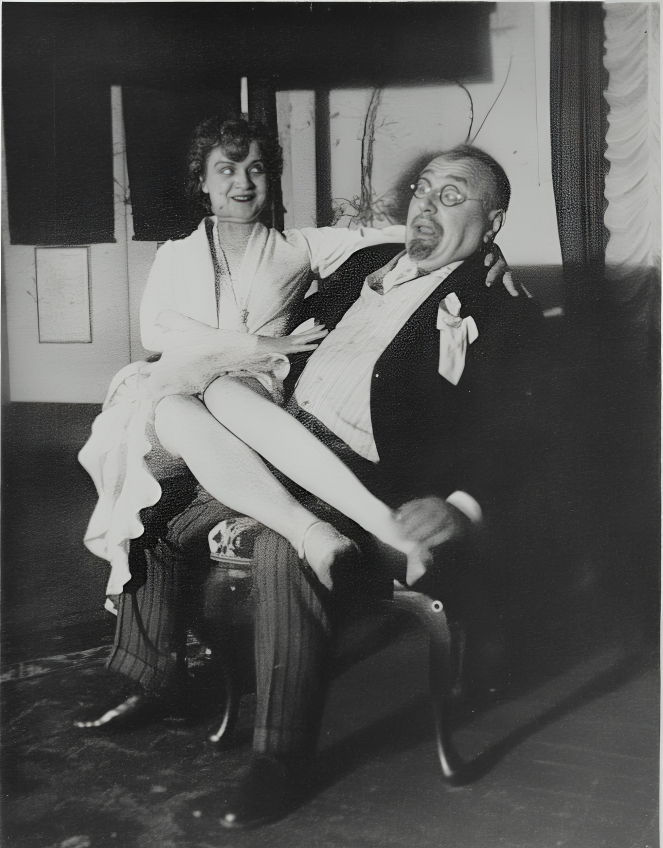
Käthe Lenz und Guido Thielscher in "Unter Geschäftsaufsicht", 1927 im Lustspielhaus Berlin

Käthe (auch Käte) Lenz (* 8. Juni 1907; † unbekannt) war eine deutsche Schauspielerin, die in der Zeit der späten Weimarer Republik auf der Bühne, im Hörfunk und im Film tätig war. Ihre Spur verliert sich nach 1933.

## Leben und Karriere
Käthe Lenz trat in den späten 1920er und frühen 1930er Jahren auf führenden Berliner Bühnen auf und spielte in mehreren Theater-, Operetten- und Filmproduktionen. Sie war unter anderem am Deutschen Theater Berlin, im Großen Schauspielhaus sowie in Revuen der Komödie am Kurfürstendamm engagiert. Auch im Hörfunk und auf Schallplatte war ihre Stimme zu hören.

### Theater

#### Frühe Aktivitäten
Käthe Lenz debütierte als „niedliche Soubrette“ am 30. August 1913 bei der Saisoneröffnung der „Possenbühne Max und Moritz“ in Wien.
Im September 1923 trat Käthe Lenz – in der Presse noch als Fräulein bezeichnet – in einer Inszenierung des Dramas Der Weibsteufel von Karl Schönherr auf. Die Aufführung fand im Hotel Rose in Mikulov (damals Nikolsburg, Südmähren) statt und wurde von der Südmährischen Theaterriege des Deutschen Kulturverbandes veranstaltet.

#### Karriere in Hamburg, Berlin und Wien
Seit 1926 war 19-jährige Käthe Mitglied der Theater-Truppe von Jean Gilbert, mit der sie folgende Auftritte hatte.
In Lene, Lotte, Liese – Josefines Töchter, ein dreiaktiges Volksstück von Jean Gilbert und Georg Okonkowski (UA: Berlin, Thalia-Theater am 14. Januar 1926) spielte sie eine der Titelrollen – Liese, wobei ihr schauspielerisches Können von der Kritik als „noch nicht ausgereift aber passend“ bezeichnet wurde.
Am April 1926 wirkte sie bei den Berliner Aufführungen der Operettenposse Kavalier Jack von Carita von Horst im Thalia-Theater (bei der Uraufführung im Februar 1925 in Coburg spielte noch eine andere Besetzung). Käthe Lenz übernahm darin eine der Hauptrollen und wurde in zeitgenössischen Rezensionen für ihre lebendige Darstellung, ihren Gesang und ihre Tanzleistung gelobt. So wurde sie etwa als „flott tanzende und singende Käthe Lenz“ in der Berliner Presse hervorgehoben. Die musikalische Leitung hatte Rudolf Perak. Im Sommer 1926 wurde „Kavalier Jack“ unter Regie von Bruno Arno in einer neuen Produktion der Gastspieldirektion Ewald Huth im Theater am Kurfürstendamm gespielt. Käthe Lenz so wie viele der ursprünglichen Darsteller waren wieder dabei.
Im September 1926 trat Käthe Lenz im Rahmen eines Gastspiels des Jean-Gilbert-Ensembles am Central-Theater Dresden auf. Gespielt wurde das musikalische Lustspiel In der Johannisnacht mit Musik von Jean Gilbert und Text von Robert Gilbert. Die Uraufführung hatte am 1. Juli 1926 im Thalia-Theater stattgefunden, die Dresdner Premiere folgte am 1. September 1926. Zu den Mitwirkenden gehörten neben Käthe Lenz u. a. Uschi Elleot, Fritz Schulz, Frieda Richard, Max Mensing und Herbert Weißbach. Die Aufführung wurde von der zeitgenössischen Presse wegen ihrer Darstellung und musikalischen Qualität gefeiert.
Ihr nächster dokumentierter Auftritt mit der Gilbert-Gruppe war in der Operette Der Lebenskünstler von Jean Gilbert und Leo Kastner (Uraufführung fand 1925 im Dresdner Central-Theater statt, aber noch ohne Lenz).
Am 20. Dezember 1927 spielte sie eine der Hauptrollen im Lustspielhaus Berlin bei der Uraufführung den Schwank Unter Geschäftsaufsicht von Arnold und Bach, wo sie an der Seite von Guido Thielscher stand.
Seit dem Sommer 1928 gehörte Käthe Lenz dem Ensemble der Berliner Reinhardt-Bühnen an.
In diesem Zusammenhang übernahm sie zuerst die Rolle von „Lizzie“ im einaktigen Lustspiel „Die Dame in Weiß“ von Hans Adler und Paul Frank, das am 29. Juni 1928 in dem von Max Reinhardt geleiteten Theater in der Josefstadt in Wien uraufgeführt wurde. Dort stand sie auf der Bühne zusammen mit Karl Kalwoda, Hans Peppler, Charlotte Ander, Frintz Delius, Alfred Neugebauer u. a.
Danach war sie Teil der Uraufführungsbesetzung von Ferdinand Bruckners Drama Die Verbrecher, das unter der Regie von Heinz Hilpert am 23. Oktober 1928 im Deutschen Theater Berlin Premiere hatte. Lenz spielte darin ein freches „berlinelndes“ Dienstmädchen – eine Rolle, die von der zeitgenössischen Kritik als „entzückend derb“ und „keck“ gewürdigt wurde. Außerdem waren in der Inszenierung. Das Stück wurde 111 mal aufgeführt – die letzte Aufführung fand am 12. Februar 1929 statt.
Während dieses Engagements trat sie 1928 in der musikalischen Revue Es liegt in der Luft (Musik: Mischa Spoliansky, Text: Marcellus Schiffer) an der Komödie am Kurfürstendamm auf – neben Marlene Dietrich, Margo Lion und Oskar Karlweis. Diese Revue erfreute sich großer Popularität und ging vom 1. Oktober 1928 bis 1. Februar 1929 auf ein Tournee durch Deutschland.
Im März 1929 spielte sie in Somerset Maughams Komödie Wann kommst du wieder? (Originaltitel: Penelope; Regie: Gustaf Gründgens) an der Komödie am Kurfürstendamm die Rolle des Stubenmädchens.
1929 war sie im Großen Schauspielhaus in Ralph Benatzkys Operette Die drei Musketiere als „Manon“ zu sehen. Ein Jahr später spielte sie dort im Erfolgsstück Im weißen Rößl die Rolle des „Klärchen“.
Im Oktober 1931 wirkte sie zusammen mit Charlotte Ander, Kurt Lilien bei den Aufführungen des musikalischen Lustspiels Man braucht kein Geld…! von Willy Rosen und Günther Bibo in der Komischen Oper mit. 
Am 30. März 1933 spielte sie im Metropol-Theater zusammen mit Erika Körner, Ida Wüst, und Walter Jankuhn eine der Hauptrollen in der neuen Operette Die Lindenwirtin von Michael Krasznay-Krausz.
Anfang 1930er Jahren trat Käthe Lenz auch in Revues auf verschiedenen Berliner Bühnen auf mit Parodien auf bekannte Schauspieler (unter ihnen Richard Tauber und Max Hansen): unter anderem im Großen Schauspielhaus, im Winrestaurant Traube und im Korso-Kabarett (Revue Korso greift ein von Peter Sachse und Hellmuth Krüger).
Laut einem Eintrag in der Zeitschrift „Mein Film“ (Nr. 424, 1934) wohnte sie zu dieser Zeit in Berlin-Mariendorf, Markgrafenstraße 30.

## Verbleib
Über Käthe Lenz’ weiteres Leben und Wirken nach Anfang der 1930er-Jahre ist nichts bekannt. Ihr späterer Lebensweg verliert sich bislang in den Quellen.

### Hörfunk
Das Stück Die drei Musketiere wurde am 8. Oktober 1929 live aus dem Großen Schauspielhaus von der Funk-Stunde Berlin übertragen. Lenz wirkte auch in dieser Hörspielfassung in der Rolle der Manon mit.

### Tonträger
- Ein Potpourri aus dem Revue Es liegt in der Luft (Musik: Mischa Spoliansky, Text: Marcellius Schiffer), aufgenommen 1928 mit dem Originalensemble, darunter Lenz — Electrola 8-44042, Kat.-Nr. E.G. 890.

- Was nützt mir denn die allerschönste Landschaft (Foxtrot aus der Operette Man braucht kein Geld…!, Musik: Willy Rosen, Text: Günther Bibo), mit Charlotte Ander, Käthe Lenz, Fritz Fischer und Kurt Lilien, Orchester Dajos Béla – Odeon O-11703, aufgenommen am 29. August 1932, Berlin.

### Filmografie
Käthe Lenz war auch im Film aktiv, unter anderem in:
- 1931: Keine Feier ohne Meyer, Regie: Carl Boese (als unzufriedene Ehefrau)
- 1932: Liebe in Uniform, Regie: Georg Jacoby